# Valorisation pre-money
Une valorisation de préfinancement ou valorisation pre-money, est un concept de la finance largement utilisé dans les industries du capital investissement et capital-risque, qui se réfère à la valorisation financière d'une entreprise ou d'un actif avant l'investissement, ou l'augmentation de capital,.
Les investisseurs externes, tels que les sociétés de capital-risque et les business angels vont utiliser une valorisation pré-money afin de déterminer combien d'actions demander en retour pour leurs injections de liquidités dans la startup d'un entrepreneur.
Habituellement, plutôt que d'investir une grosse somme d'un coup, une entreprise passe par de nombreux tours de financement (tours de table) généralement nommés Tour A, Tour B, Tour C, Tour D, ..., afin de diminuer le risque pour les investisseurs et pour motiver les entrepreneurs. 
Les valorisations pré et post-money sont des concepts qui s'appliquent pour chaque tour.

## Formule de base
Il y a de nombreuses différentes méthodes pour l'évaluation d'une entreprise, mais la formule de base est la suivante :
{\displaystyle Valorisation\ post\ money=Valeur\ du\ nouvel\ investissement\times {Nombre\ total\ d'actions\ en\ circulation\ apres\ investissement \over {Nombre\ de\ nouvelles\ actions\ emises}}}
et
{\displaystyle Valorisation\ pre\ money=Valorisation\ post\ money-Valeur\ du\ nouvel\ investissement}
ainsi
{\displaystyle Valorisation\ pre\ money=Valeur\ du\ nouvel\ investissement\times {Nombre\ total\ d'actions\ en\ circulation\ apres\ investissement \over {Nombre\ de\ nouvelles\ actions\ emises}}-Valeur\ du\ nouvel\ investissement}

## Exemple en deux tours de table

### Tour A
Les actionnaires de MaSociété SA possèdent 100 actions, qui sont à 100% des capitaux propres. 
Un investisseur fait un investissement de 10 000 000 d'euros dans les MaSociété SA  en échange de l'émission de 20 nouvelles actions.
Cela implique une valorisation post-money de :
10 000 000 d'euros * (120 / 20) = 60 millions d'euros
Cela implique une valorisation pré-money égale à la post-money, moins le montant de l'investissement. :
60 000 000 d'euros - 10 000 000 d'euros = 50 millions d'euros
Le nouveau prix par action sera :
60 000 000 d'euros / 120 actions = 60 000 000 d'euros / 60 * 2 actions = 1 000 000 d'euros / 2 actions = 500 000 euros par action 
Les actionnaires initiaux ont dilué leur participation à 100/120 = 83,33%.

### Tour B
Supposons que MaSociété SA passe par un deuxième tour de table, le Tour B. 
Un nouvel investisseur s'engage à faire un investissement de 20 millions d'euros pour 30 actions nouvellement émises. 
Si vous avez suivi l'exemple du tour A ci-dessus, il y a déjà 120 actions en circulation. 
La valorisation post-money est alors de :
20 000 000 d'euros * (150 / 30) = 100 000 000 d'euros
La valorisation pré-money est alors de :
100 000 000 d'euros - 20 000 000 d'euros = 80 000 000 d'euros
Les actionnaires initiaux ont dilué leur participation à 100/150 = 66,67%.

## Upround et downround
Upround et downround sont deux termes en anglais employés lors des valorisations pré et post-money. Si la valorisation pré-money du prochain tour de table est plus élevée que la valorisation post-money de la dernière ronde, l'investissement est appelé un upround. Si la valorisation pré-money est inférieure à la valorisation post-money du tour précédent, alors l'investissement est appelé un downround. 
Dans l'exemple ci-dessus, le Tour B est un investissement upround, en raison de la valorisation pré-money B (80 000 000 d'euros) qui est supérieure à la valorisation post-money A (60 000 000 d'euros).
Une entreprise en croissance qui a du succès, reçoit habituellement une série de uprounds jusqu'à son introduction en bourse, ou son acquisition par une autre entreprise. 
Les downrounds sont des événements douloureux pour les actionnaires et les fondateurs, car elles causent une dilution substantielle et peuvent nuire à la réputation de l'entreprise. 
Les downrounds ont été fréquentes au cours de la bulle internet des années 2000.